# Bengt Erland Fogelberg
Pour les articles homonymes, voir Fogelberg.
Bengt Erland Fogelberg (aussi Benedict Fogelberg), (8 août 1786, Göteborg - 22 décembre 1854, Trieste), sculpteur suédois.
Il vécut presque toujours à Rome. On remarque surtout ses statues d'Odin, de Thor, de Balder, au musée de Stockholm ; un Birger Jarl et Charles XIV Jean de Suède, qui ornent deux places de Stockholm ; un Apollon et une Vénus.
Fogelberg fut l'élève de Christian Daniel Rauch & Hermann Freund (1786-1848).

## Source
Cet article comprend des extraits du Dictionnaire Bouillet. Il est possible de supprimer cette indication, si le texte reflète le savoir actuel sur ce thème, si les sources sont citées, s'il satisfait aux exigences linguistiques actuelles et s'il ne contient pas de propos qui vont à l'encontre des règles de neutralité de Wikipédia.